# Суперкубок Таджикистану з футболу 2013
Суперкубок Таджикистану з футболу 2013  — 4-й розіграш турніру. Матч відбувся між чемпіоном Таджикистану клубом Равшан та володарем кубка Таджикистану клубом Регар-ТадАЗ.
| Володар Суперкубка Таджикистану 2013 |
| ------------------------------------ |
|                                      |
| Равшан Перший титул                  |

## Матч

### Деталі
| 23 березня 2013 |

| Равшан             | 2:1 | Регар-ТадАЗ  |
| ------------------ | --- | ------------ |
| Таки 19' Фолли 44' |     | Емінов 90+4' |

| Центральний стадіон, Куляб Арбітр: Равшан Ішматов |